# Hideaway (Texas)
Pour les articles homonymes, voir Hideaway.
Hideaway est une ville située au nord-ouest du comté de Smith, au Texas, aux États-Unis,. Fondée en 1871, la ville est incorporée en 1905.

## Démographie
Lors du recensement de 2010, la ville comptait une population de 3 083 habitants. Elle est estimée, en 2016, à 3 127 habitants.

### Source de la traduction
- (en) Cet article est partiellement ou en totalité issu de l’article de Wikipédia en anglais intitulé « Hideaway, Texas » (voir la liste des auteurs).